# Margret Heinemann
Margret Heinemann (* 29. Mai 1883 in Kassel; † 13. März 1968 in Kassel) war eine deutsche Klassische Archäologin und Gymnasiallehrerin.
Ihr Vater war der Mediziner Theodor Heinemann. Sie studierte Klassische Philologie, Klassische Archäologie und Geschichte an den Universitäten München, Berlin und Bonn. Am 20. Januar 1910 wurde sie in Bonn bei Georg Loeschcke mit der Arbeit Landschaftliche Elemente in der griechischen Kunst bis Polygnot promoviert. Heinemann war damit eine von nur fünf Frauen, die vor dem Ersten Weltkrieg in Klassischer Archäologie promoviert wurden (neben ihr Margarete Bieber, Elvira Fölzer, Charlotte Fränkel, Viktoria von Lieres und Wilkau ). Daneben legte sie die Prüfung für das Höhere Lehramt ab und war als Gymnasiallehrerin tätig. Aus dem Nachlass von Gerhard Loeschcke, dem früh verstorbenen Sohn ihres akademischen Lehrers, gab Heinemann die Kirchengeschichte des Gelasios von Kyzikos heraus, die erst 2002 durch eine neue Ausgabe ersetzt wurde.

## Veröffentlichungen
- Landschaftliche Elemente in der griechischen Kunst bis Polygnot, Bonn 1910 (mit Lebenslauf)
- Gelasius Kirchengeschichte, hrsg. im Auftrage der Kirchenväter-Commission der Königlich-Preußischen Akademie der Wissenschaften, auf Grund der nachgelassenen Papiere von Gerhard Loeschcke, durch Margret Heinemann, Leipzig 1918